# Menadžment promjena
Menadžment promjena je skup radnji koje omogućuju fleksibilnost poduzeća. Okruženje u kojem se svako poduzeće nalazi se sve češće mijenja. Najveći uzrok dinamičnih promjena je globalizacija i zbog toga poduzeća trebaju biti fleksibilna kako bi se što brže i bolje prilagodile novonastalim situacijama. Brza reakcija s adekvatnim rješenjima preduvjet je za uspješno poslovanje.

## Poticaji promjena
- kupci, konkurencija, dobavljači
- tržište rada
- EU, globalizacija, gospodarska situacija
- društveni trendovi (npr. visoko obrazovanje)
- svjetska politika, kulturne razlike
- tehnologija

## Vrste promjena
1. organizacijske (strukturalne)
2. tehnološke
3. promjene u kadrovima (zaposlenima)
4. promjene proizvoda i usluga

## Razlozi otpora
1. navika
2. gubitak osjećaja sigurnosti
3. gubitak beneficija, ovlasti i slobode donošenja odluka
4. različito razumijevanje promjena i njezinih općih i osobnih efekata
5. nepoznati razlozi promjena
6. strah od nepoznatog
7. selektivna obrada podataka

## Svladavanje otpora
- participacija (uključivanje)

pozivanje zaposlenih da se aktivno uključe u proces promjene
- komunikacija

u cilju izbjegavanja nesuglasica
mora postojati komunikacija prema gore i prema dolje kako bi se promjene kvalitetno izvršile
- olakšavanje i potpora

uvođenje programa obrazovanja ljudima koji su pogođeni promjenom (npr. obrazovanje zbog modernizacije strojnog parka)
- obrazovanje

zaposlene je potrebno educirati i objasniti im logičnost promjene jer će se tako promjena lakše prihvatiti
- pregovori

s onima koji ne prihvaćaju promjenu (većinom kod većih poduzeća gdje je potrebna suglasnost sindikata)
- manipulacija

davanjem atraktivnih položaja ključnim ljudima
 prisilom - npr. prijetnja otkazom

## Ciljevi promjena
- poboljšati sposobnosti organizacije da se prilagodi promjenama u okruženju
- promijeniti ponašanje zaposlenih (tj. njihove loše navike)

## Modeli upravljanja promjenom
U teoriji i praksi su razvijena tri (3) koraka koje menadžer može koristiti u procesu uvođenja promjena :
1. odleđivanje
  - stvara se potreba za promjenom
  - podrazumijeva dijagnozu problema i utvrđivanje pravaca kretanja
2. kretanje ili mijenjanje
  - čin promjene, put u novo stanje
  - manager postavlja alternative
3. zaleđivanje
  - nakon što se postiglo novo, željeno stanje manager nastoji to stanje zadržati kako se zaposlenici ne bi vratili "na staro"